# Korpijärvi (sjö i Eura, Satakunta)
Korpijärvi är en sjö i kommunen Eura i landskapet Satakunta i Finland. Arean är 33 hektar och strandlinjen är 3,42 kilometer lång. Sjön  ingår i Laajokis huvudavrinningsområde.   Den ligger omkring 68 kilometer söder om Björneborg och omkring 170 kilometer nordväst om Helsingfors. 